# Huracán Carlotta (2012)
El huracán Carlotta fue el ciclón tropical más fuerte del Pacífico oriental que tocó tierra con la intensidad de huracán desde 1997. Carlotta, el tercer ciclón tropical y la tercera tormenta nombrada de la temporada de huracanes del Pacífico de 2012, se convirtió lentamente en una depresión tropical a partir de una onda tropical al suroeste de América Central. el 14 de junio de 2012. Se movió generalmente hacia el oeste-noroeste y al día siguiente, se fortaleció con fuerza de tormenta tropical. A partir de entonces, se produjo una intensificación gradual y la tormenta alcanzó la fuerza de un huracán el 15 de junio. Se intensificó aún más, cuando Carlotta alcanzó su punto máximo como un huracán de categoría 2 de 110 mph (175 km/h) el mismo día. A las 01:00 UTC del día siguiente, Carlotta tocó tierra cerca de Puerto Escondido, el huracán que tocó tierra más al este del Pacífico en la historia registrada en ese momento. Al día siguiente, la tormenta comenzó a debilitarse a medida que avanzaba hacia la costa suroeste de México. Carlotta continuó debilitándose rápidamente y finalmente se disipó el 16 de junio.
En todo México, se reportaron cortes de energía generalizados y daños por viento, particularmente en Oaxaca. También se reportaron daños a la infraestructura debido a los vientos y la lluvia, así como daños a los cultivos. Las precipitaciones de Carlotta alcanzaron un máximo de 35,0 cm (13,78 pulgadas) en San Juan Bautista Tuxtepec. Numerosos deslizamientos de tierra resultaron de las fuertes lluvias, que bloquearon carreteras y dañaron estructuras. Al menos 29,000 hogares y 2,500 negocios sufrieron daños por Carlotta, principalmente en Oaxaca. Carlotta mató a siete personas y el estado de Oaxaca solicitó MX $1,44 mil millones (US $113 millones) para reparaciones de infraestructura pública.

## Historia meteorológica

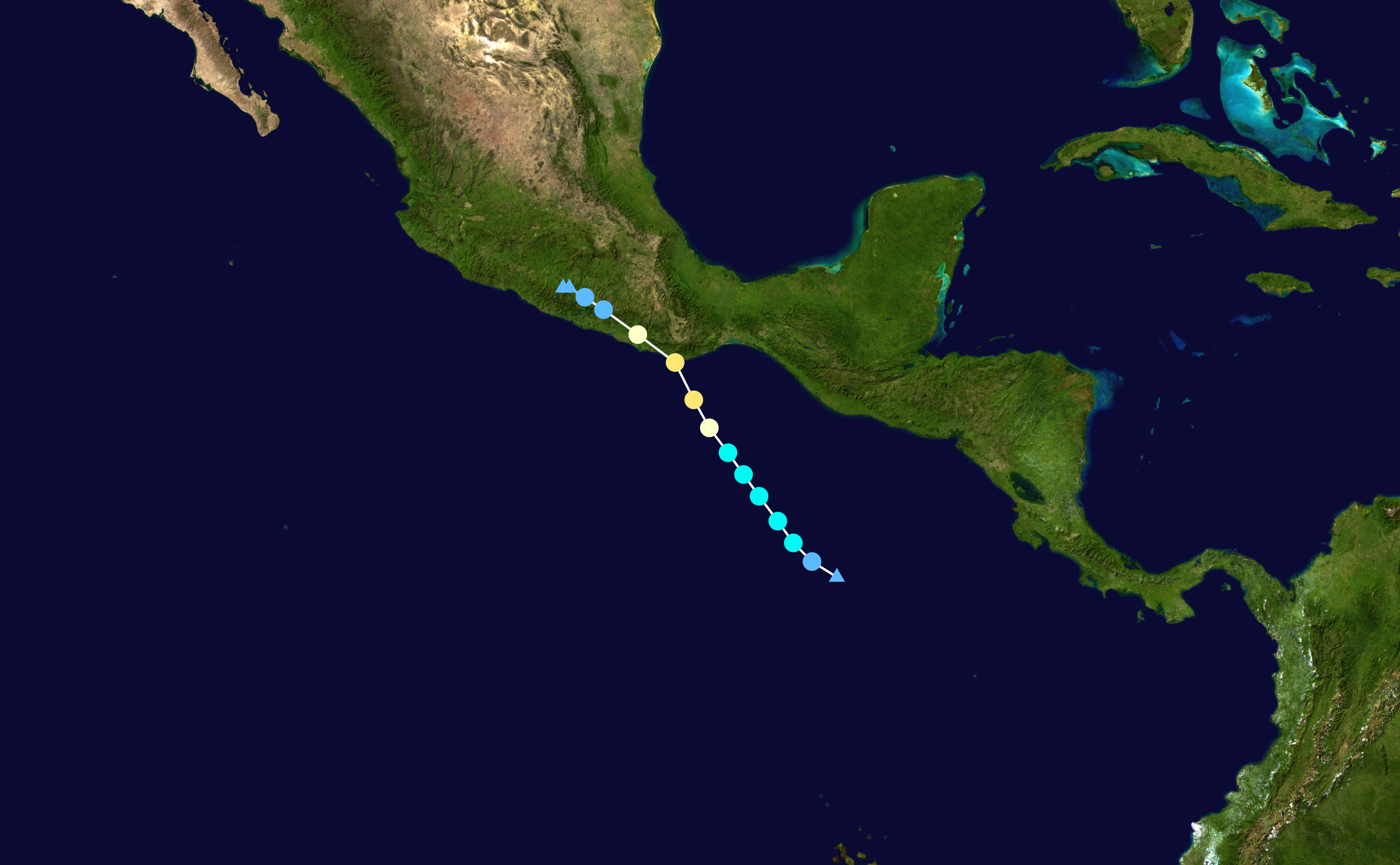
Mapa que traza la trayectoria y la intensidad de la tormenta, de acuerdo con la escala de huracanes de Saffir-Simpson

El 12 de junio de 2012, se desarrolló una perturbación tropical frente a la costa oeste de Costa Rica, se trasladó hacia el oeste y entró en el Pacífico oriental después de cruzar Panamá. El sistema se organizó mejor a medida que avanzaba hacia el oeste-noroeste a medida que una ola Kelvin del oeste proporcionaba condiciones favorables para el desarrollo. La convección aumentó alrededor de un área en desarrollo de baja presión, y el Centro Nacional de Huracanes (NHC) estimó un 50% de probabilidad de ciclogénesis tropical a fines del 12 de junio. Después de una mayor organización, el Centro Nacional de Huracanes (NHC) inició avisos sobre la depresión tropical Tres-E a las 03:00 UTC del 14 de junio, mientras que el sistema estaba ubicado a unas 515 millas (830 km) al sur-sureste de Puerto Ángel, Oaxaca. En ese momento, la depresión estaba ubicada en un área de baja cizalladura del viento y condiciones de temperatura cálida de la superficie del mar que se consideraron favorables para la intensificación. Además, tenía una pequeña circulación, lo que aumentó la posibilidad de una rápida profundización. El sistema se movió hacia el noroeste después de formarse debido a una cresta extendida hacia el noreste. Aproximadamente seis horas después de formarse, la depresión se intensificó hasta convertirse en la tormenta tropical Carlotta, después de que aumentaran las bandas de lluvia alrededor del centro.
Con condiciones favorables continuas, Carlotta desarrolló rápidamente un nublado denso central irregular, o área centralizada de convección. Una característica ocular comenzó a desarrollarse el 15 de junio, y más tarde ese día Carlotta se intensificó hasta convertirse en un huracán mientras se acercaba al suroeste de México. Un vuelo de cazadores de huracanes a última hora del 15 de junio indicó que Carlotta se estaba intensificando rápidamente, observando vientos de 110 mph (175 km/h) en el ojo y un flujo de salida bien establecido; la tripulación también observó vientos a nivel de vuelo de 114 mph (183 km/h). El Centro Nacional de Huracanes (NHC) inicialmente predijo que el huracán se movería a lo largo de la costa mexicana cerca de la costa, lo que le habría permitido a Carlotta mantener gran parte de su intensidad. Poco después de su pico, el huracán Carlotta se debilitó levemente a medida que los ojos comenzaron a interactuar con la tierra. El huracán tocó tierra cerca de Puerto Escondido, Oaxaca, con vientos estimados en 105 mph (165 km/h) y una presión mínima de 976 mbar (28.8 inHg), poco después de la 01:00 UTC del 16 de junio, convirtiéndose en el ciclón tropical más oriental de la región oriental. El Pacífico tocará tierra con la intensidad de un huracán registrada hasta que el huracán Barbara lo superó un año después. Carlotta se debilitó rápidamente mientras se desplazaba tierra adentro, y se había deteriorado a depresión tropical 12 horas después de tocar tierra. Aunque el patrón de nubes se interrumpió, la tormenta mantuvo una gran área de tormentas eléctricas. Muy temprano el 17 de junio, el Centro Nacional de Huracanes (NHC) informó que Carlotta se había debilitado hasta convertirse en un remanente bajo postropical; el sistema todavía tenía una amplia circulación en el suroeste de México en ese momento. Más tarde ese día, el bajo degeneró en una depresión a lo largo de la costa oeste de México.

## Preparaciones e impacto

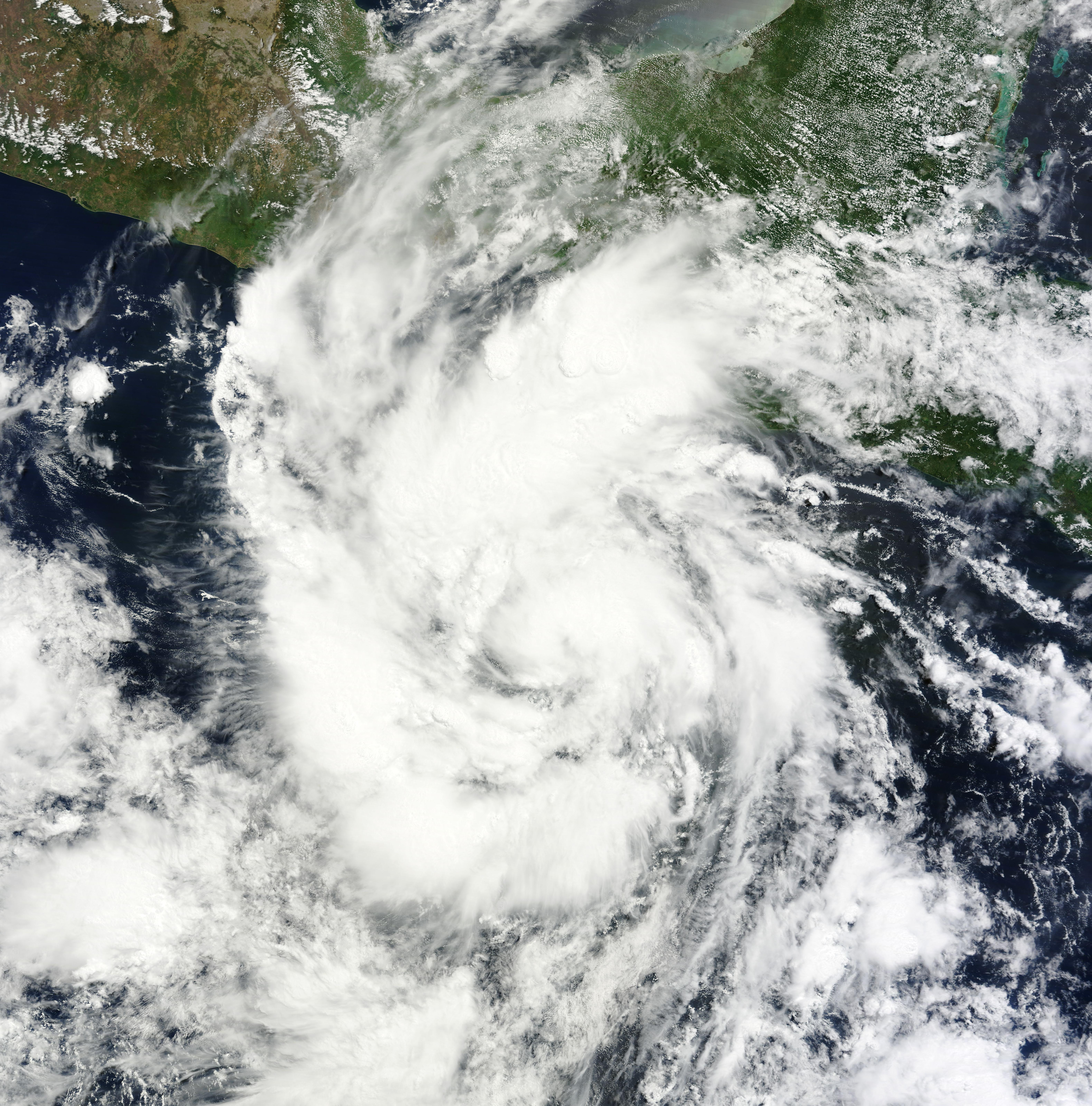
La tormenta tropical Carlotta se intensificará el 14 de junio

Cuando el sistema fue clasificado por primera vez como ciclón tropical el 14 de junio, el gobierno de México emitió una alerta de huracán y una alerta de tormenta tropical para una parte de la costa mexicana desde Barra de Tonalá hasta Punta Maldonado. Más tarde ese día, la alerta se actualizó a advertencia de huracán. Mientras tanto, las autoridades emitieron una alerta naranja para la mayor parte de Oaxaca, la segunda alerta más alta, y una alerta amarilla, la tercera alerta más alta, para el norte de Oaxaca, Chiapas y Guerrero. Se emitió alerta verde para el estado de Puebla, y alerta azul, la segunda más baja, para el sur de Veracruz, Tabasco, Tlaxcala, Morelos y Michoacán. En Oaxaca, los funcionarios organizaron evacuaciones para que los residentes de zonas bajas fueran a escuelas, pasillos e iglesias. En el puerto pesquero de Puerto Ángel se restringió el acceso a embarcaciones, y se cerró el puerto de Salina Cruz. Para evitar separaciones familiares, se cerraron escuelas en varios estados. La agencia gubernamental de electricidad canalizó a 608 trabajadores eléctricos ante amenaza de daños en los estados de Oaxaca y Guerrero. Se trasladaron un total de 23 plantas para proporcionar suministro eléctrico de emergencia.
La tormenta mató a siete personas. Una mujer de 56 años murió en un accidente de tránsito atribuido a las ráfagas de viento de la tormenta que volcaron su automóvil. En Pluma Hidalgo, Carlotta destruyó una casa de barro que mató a una niña de 13 años y a su hermana de 7. El huracán arrancó tejados de casas y provocó cortes de energía generalizados y pequeños deslizamientos de tierra. Unas 1.200 personas se trasladaron a refugios repartidos por toda la ciudad. Según autoridades de Oaxaca, algunas vías resultaron afectadas por deslaves; Posteriormente, abrieron refugios de emergencia y evacuaron a muchas familias de zonas bajas. En Puerto Escondido, cerca de donde tocó tierra la tormenta, se derribaron carteles publicitarios y se rompieron ventanas. Pueblos de Oaxaca informaron daños a carreteras, puentes, líneas telefónicas y cultivos. Las precipitaciones de Carlotta alcanzaron un máximo de 13,78 pulgadas (35,0 cm) en San Juan Bautista Tuxtepec. A raíz de la tormenta, el gobernador de Oaxaca solicitó al gobierno mexicano que declarara su estado como zona de desastre y solicitó MX$1,440 millones (US$113 millones) para reparaciones de infraestructura pública. Al menos 29.000 viviendas y 2.500 negocios sufrieron daños a causa de Carlotta, principalmente en Oaxaca. Se estimó que las pérdidas aseguradas totales causadas por Carlotta ascendieron a unos 12,4 millones de dólares estadounidenses.